# Orchis bivonae
Orchis bivonae är en orkidéart som beskrevs av Agostino Todaro. Orchis bivonae ingår i släktet nycklar, och familjen orkidéer. Inga underarter finns listade i Catalogue of Life.